# Hrdlořezy
Hrdlořezy är en ort i Tjeckien.   Den ligger i regionen Mellersta Böhmen, i den centrala delen av landet, 50 km nordost om huvudstaden Prag. Hrdlořezy ligger 277 meter över havet och antalet invånare är 533.
Terrängen runt Hrdlořezy är huvudsakligen platt, men åt sydost är den kuperad.Runt Hrdlořezy är det tätbefolkat, med 550 invånare per kvadratkilometer. Närmaste större samhälle är Mladá Boleslav, 4,9 km söder om Hrdlořezy. Trakten runt Hrdlořezy består till största delen av jordbruksmark.